# Ober-Schmitten
Ober-Schmitten ist ein Stadtteil von Nidda im hessischen Wetteraukreis.

## Geographische Lage
Ober-Schmitten liegt in der nördlichen Wetterau am Rande des Vogelsberges zu beiden Seiten der Nidda. Der höchste Punkt der Gemarkung erreicht am bewaldeten Nordhang des Friedrichsberges 300 Meter.

## Geschichte

Evangelische Lutherkirche

### Ortsgeschichte
Erstmals urkundlich erwähnt wurde Ober-Schmitten im Kopialbuch des Klosters Hirzenhain im Jahre 1449 als „Oberste und unterste Waltsmytte“. Dort finden sich aber bereits Lagehinweise vom 1. Oktober 1441: Wiesen gelegen zuschen den tzwen smytten und vom 22. März 1442: Wiesen ... gelegen zuschen den tzweyn waltsmitten.
Die Geschichte Ober-Schmittens ist seit jeher eng mit der Eisengewinnung und der Papierherstellung verbunden. Als Gründer kommen die Waldschmieden in Betracht, die im Niddatal in primitiver Arbeitsweise den Vogelsberger Brauneisenstein zu Erz verhütteten.
Die Statistisch-topographisch-historische Beschreibung des Großherzogthums Hessen berichtet 1830 über Ober-Schmitten:

„Oberschmitten (L. Bez. Nidda) evangel, Filialdorf; liegt an der Nidda, in einem Hain von Obstbäumen, 1 St. von der Stadt Nidda, hat 78 Häuser und 423 Einwohner, die außer 5 Katholiken evangelisch sind. Man findet 36 Bauern, die aber zum Theil noch andere Gewerbe treiben, 20 Taglöhner, so wie eine Papiermühle, die eine der bedeutendsten ist, gute Papier Sorten liefert, und einen starken Absatz hat.“

Hessische Gebietsreform (1970–1977)
Im Zuge der Gebietsreform in Hessen fusionierten zum 1. Dezember 1970 die bis dahin selbständigen Gemeinden Bad Salzhausen, Borsdorf, Fauerbach bei Nidda, Geiß-Nidda, Harb, Kohden, Michelnau, Ober-Lais, Ober-Schmitten, Ober-Widdersheim, Stornfels, Ulfa, Unter-Schmitten, Wallernhausen und die Stadt Nidda zur neuen Stadt Nidda. Für die ehemals eigenständigen Gemeinden sowie für die Kernstadt Nidda wurden Ortsbezirke mit Ortsbeirat und Ortsvorsteher nach der Hessischen Gemeindeordnung eingerichtet.

### Verwaltungsgeschichte im Überblick
Die folgende Liste zeigt die Staaten und Verwaltungseinheiten, denen Ober-Schmitten angehört(e):

- Vor 1450: Heiliges Römisches Reich, Grafschaft Ziegenhain, Amt Nidda
- 1450–1495: Erbstreit zwischen der Landgrafschaft Hessen und den Grafen von Hohenlohe
- ab 1450: Heiliges Römisches Reich, Landgrafschaft Hessen, Amt Nidda[11]
- ab 1567: Heiliges Römisches Reich, Landgrafschaft Hessen-Marburg, Amt Nidda[12]
- 1604–1648: Heiliges Römisches Reich, strittig zwischen Landgrafschaft Hessen-Darmstadt und Landgrafschaft Hessen-Kassel (Hessenkrieg)
- ab 1604: Heiliges Römisches Reich, Landgrafschaft Hessen-Darmstadt,Oberfürstentum Hessen, Amt Nidda, Gericht Nidda[13]
- 1787: Heiliges Römisches Reich, Landgrafschaft Hessen-Darmstadt, Oberfürstentum Hessen, Amt Nidda und Lißberg[14]
- ab 1806:Großherzogtum Hessen,[Anm. 2] Fürstentum Oberhessen, Amt Nidda[15][16]
- ab 1815: Großherzogtum Hessen, Provinz Oberhessen, Amt Nidda[17]
- ab 1821: Großherzogtum Hessen, Provinz Oberhessen, Landratsbezirk Nidda[18][Anm. 3]
- ab 1832: Großherzogtum Hessen, Provinz Oberhessen, Kreis Nidda
- ab 1838: Großherzogtum Hessen, Provinz Oberhessen, Kreis Grünberg
- ab 1848: Großherzogtum Hessen, Regierungsbezirk Gießen
- ab 1852: Großherzogtum Hessen, Provinz Oberhessen, Kreis Nidda
- ab 1874: Deutsches Reich, Großherzogtum Hessen, Provinz Oberhessen, Kreis Schotten
- ab 1918: Deutsches Reich (Weimarer Republik), Volksstaat Hessen, Provinz Oberhessen, Kreis Schotten
- ab 1938: Deutsches Reich, Volksstaat Hessen, Landkreis Büdingen[19][Anm. 4]
- ab 1945: Amerikanische Besatzungszone,[Anm. 5] Groß-Hessen, Regierungsbezirk Darmstadt, Landkreis Büdingen
- ab 1946: Amerikanische Besatzungszone, Hessen, Regierungsbezirk Darmstadt, Landkreis Büdingen
- ab 1949: Bundesrepublik Deutschland, Hessen, Regierungsbezirk Darmstadt, Landkreis Büdingen
- ab 1971: Bundesrepublik Deutschland, Hessen, Regierungsbezirk Darmstadt, Landkreis Büdingen, Stadt Nidda
- ab 1972: Bundesrepublik Deutschland, Land Hessen, Regierungsbezirk Darmstadt, Wetteraukreis Stadt Nidda

## Bevölkerung

### Einwohnerstruktur 2011
Nach den Erhebungen des Zensus 2011 lebten am Stichtag dem 9. Mai 2011 in Ober-Schmitten 867 Einwohner. Darunter waren 24 (2,8 %) Ausländer. Nach dem Lebensalter waren 129 Einwohner unter 18 Jahren, 342 waren zwischen 18 und 49, 189 zwischen 50 und 64 und 204 Einwohner waren älter. Die Einwohner lebten in 387 Haushalten. Davon 120 Singlehaushalte, 135 Paare ohne Kinder und 102 Paare mit Kindern, sowie 24 Alleinerziehende und 6 Wohngemeinschaften. In 96 Haushalten lebten ausschließlich Senioren/-innen und in 249 Haushaltungen leben keine Senioren/-innen.

### Einwohnerentwicklung
| • 1791: | 280 Einwohner                      |
| • 1800: | 283 Einwohner                      |
| • 1806: | 308 Einwohner, 59 Häuser           |
| • 1829: | 423 Einwohner, 78 Häuser           |
| • 1867: | 461 Einwohner, 86 bewohnte Gebäude |
| • 1875: | 433 Einwohner, 87 bewohnte Gebäude |

| Ober-Schmitten: Einwohnerzahlen von 1791 bis 2022 | Ober-Schmitten: Einwohnerzahlen von 1791 bis 2022 | Ober-Schmitten: Einwohnerzahlen von 1791 bis 2022 | Ober-Schmitten: Einwohnerzahlen von 1791 bis 2022 | Ober-Schmitten: Einwohnerzahlen von 1791 bis 2022 |
| --- | ------------------------------------------------- | ------------------------------------------------- | ------------------------------------------------- | ------------------------------------------------- |
| Jahr |                                                   |                                                   |                                                   | Einwohner                                         |
| 1791 | 1791                                              |                                                   | 280                                               | 280                                               |
| 1800 | 1800                                              |                                                   | 283                                               | 283                                               |
| 1806 | 1806                                              |                                                   | 308                                               | 308                                               |
| 1829 | 1829                                              |                                                   | 423                                               | 423                                               |
| 1834 | 1834                                              |                                                   | 443                                               | 443                                               |
| 1840 | 1840                                              |                                                   | 502                                               | 502                                               |
| 1846 | 1846                                              |                                                   | 488                                               | 488                                               |
| 1852 | 1852                                              |                                                   | 491                                               | 491                                               |
| 1858 | 1858                                              |                                                   | 482                                               | 482                                               |
| 1864 | 1864                                              |                                                   | 444                                               | 444                                               |
| 1871 | 1871                                              |                                                   | 466                                               | 466                                               |
| 1875 | 1875                                              |                                                   | 433                                               | 433                                               |
| 1885 | 1885                                              |                                                   | 486                                               | 486                                               |
| 1895 | 1895                                              |                                                   | 431                                               | 431                                               |
| 1905 | 1905                                              |                                                   | 462                                               | 462                                               |
| 1910 | 1910                                              |                                                   | 494                                               | 494                                               |
| 1925 | 1925                                              |                                                   | 520                                               | 520                                               |
| 1939 | 1939                                              |                                                   | 648                                               | 648                                               |
| 1946 | 1946                                              |                                                   | 884                                               | 884                                               |
| 1950 | 1950                                              |                                                   | 934                                               | 934                                               |
| 1956 | 1956                                              |                                                   | 975                                               | 975                                               |
| 1961 | 1961                                              |                                                   | 1.041                                             | 1.041                                             |
| 1967 | 1967                                              |                                                   | 1.071                                             | 1.071                                             |
| 1970 | 1970                                              |                                                   | 1.089                                             | 1.089                                             |
| 1980 | 1980                                              |                                                   | ?                                                 | ?                                                 |
| 1990 | 1990                                              |                                                   | ?                                                 | ?                                                 |
| 1996 | 1996                                              |                                                   | 1.033                                             | 1.033                                             |
| 2000 | 2000                                              |                                                   | 1.035                                             | 1.035                                             |
| 2006 | 2006                                              |                                                   | 1.009                                             | 1.009                                             |
| 2010 | 2010                                              |                                                   | 933                                               | 933                                               |
| 2011 | 2011                                              |                                                   | 867                                               | 867                                               |
| 2016 | 2016                                              |                                                   | 914                                               | 914                                               |
| 2019 | 2019                                              |                                                   | 905                                               | 905                                               |
| 2022 | 2022                                              |                                                   | 889                                               | 889                                               |
| Datenquelle: Historisches Gemeindeverzeichnis für Hessen: Die Bevölkerung der Gemeinden 1834 bis 1967. Wiesbaden: Hessisches Statistisches Landesamt, 1968. Weitere Quellen: LAGIS; Stadt Nidda; Zensus 2011 |                                                   |                                                   |                                                   |                                                   |

### Historische Religionszugehörigkeit
| • 1829: | 418 evangelische (= 98,82 %) und 5 katholische (= 1,18 %) Einwohner    |
| • 1961: | 853 evangelische (= 81,94 %) und 179 katholische (= 17,20 %) Einwohner |

## Politik

### Ortsvorsteher
Ortsvorsteher ist Andreas Prasse (Stand April 2024).

### Wappen
Am 28. Januar 1966 wurde der Gemeinde Ober-Schmitten im damaligen Landkreis Büdingen ein Wappen mit folgender Blasonierung verliehen: In goldenem Schildhaupt eine linksgewendete rote Schmiedezange, einen roten Nagel fassend, darunter im schwarzen Schild drei silberne Schriftrollen (2:1).
Bedeutung: Die Farben Schwarz und Gold stehen für die frühere Zugehörigkeit zur Grafschaft Nidda unter dem Haus Ziegenhain. Zange und Nagel sowie die drei Schriftrollen weisen auf die traditionelle Eisengewinnung und die Papierherstellung hin.

## Kulturdenkmäler
Siehe: Liste der Kulturdenkmäler in Ober-Schmitten

## Wirtschaft und Infrastruktur

### Verkehr
Ober-Schmitten liegt an der Bundesstraße 455.

### Unternehmen
- Glatfelter Ober-Schmitten (2023 verkauft an Ostrest GmbH)[27], eine Tochtergesellschaft der türkischen IS Holding[28]; im September 2024 Insolvenzantrag[29][30]
- Kopafilm Elektrofolien
- Hera Papierverarbeitung
- Moufang KG

Nach rund 200-jähriger Geschichte schloss die Papierfabrik, die im Jahr 2023 von einem türkischen Unternehmen übernommen und später in die Insolvenz geraten war, mit Ende April 2025 ihre Pforten.

### Bildung
Die Josef-Moufang-Schule war nach dem Krieg der erste Schulneubau im Landkreis Büdingen und wurde im Jahr 1951 eingeweiht. Schon damals erhielt sie den Namen von Josef Moufang, der in Ober-Schmitten eine Papierfabrik betrieb und einen erklecklichen Geldbeitrag für den Neubau der Schule spendete. Diese Schule läutete auch das Ende der alten zweiklassigen Schule ein, in der die Klassen 1 bis 4 und 5 bis 8 in zwei Räumen unterrichtet wurden. Bis in die 1960er Jahre wurden dann die Klassen 1 + 2, 3 + 4, 5–8 jeweils gemeinsam unterrichtet. Die Kinder ab Klasse 5 wurden hier seit etwa 1970 nicht mehr beschult. Mit der neuen Schule konnte dann jede Klasse der Grundschule einen eigenen Raum beziehen.
Der Schulbau war notwendig geworden durch die bedeutende Bevölkerungszunahme nach dem Krieg. Ober-Schmitten wuchs durch Flüchtlinge und Vertriebene von 600 Einwohnern auf rund 1100. In der alten Schule wurden nach 1951 Wohnungen eingerichtet, 1970 wurde das Gebäude abgerissen.

### Sportanlagen
- Zwei Sportplätze des VfB 1920 Ober-Schmitten e. V.[34]
- Zwei Tennisplätze des Tennisvereins Ober-Schmitten[35]